# Масърска компания
Масърската компания носи името си от Масър – арабското название на Египет. Основана е от копривщенския търговец-абаджия Иван Попмихайлов Маджаров (1829 – 1898), син на Михаил Маджаров.
Компанията и Маджаров започват дейност след Кримската война (1853 – 1856). Абаджийската тъкън доставял от Татар Пазарджик и я раздавал по домовете на копривщени, където те при домашни условия изработват предназначените за продажба аби. Работели членовете на семействата, а някои от тях имали и чираци и калфи. Това довеждало до известно снижение на качеството, но било предпочитано поради трудностите, свързани с наемането на работна ръка.
Компанията имала своя кантора в Цариград и изпълнявала предимно държавни поръчки на Османската империя и някои египетски търговци. По-младите и служители ходели до Кайро и Александрия, където имат складове и по-малки дюкяни. Печалбите били делени между Маджаров, Дончо Палавеев (баща на Ненчо Палавеев) и имало един дял за братя Драгийски (вж. Драгия-Драгийска къща). За да уреди сметките си с комисионера си Антонаки, всяка пролет Иван Маджаров се връща в Копривщица през Солун и Серес.
Компанията е успешна приблизително до 1868 г., когато вече се конкурира с европейските фабрични стоки. Събраният опит и познанието на вкусовете на масърските клиенти позволяват на съдружниците да пренасочат в известна степен дейността на дружеството във връзка със строежа на Суецкия канал.